# Port de Morlaix

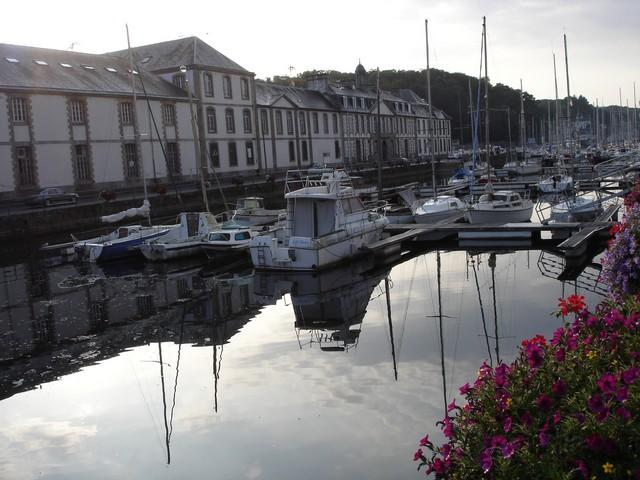

 (juillet 2020).
Si vous disposez d'ouvrages ou d'articles de référence ou si vous connaissez des sites web de qualité traitant du thème abordé ici, merci de compléter l'article en donnant les références utiles à sa vérifiabilité et en les liant à la section « Notes et références ».
Le port de Morlaix est un port du département du Finistère situé sur la commune de Morlaix. Il est géré par la Chambre de commerce et d'industrie de Morlaix, sous concession de Morlaix Communauté.

## Histoire

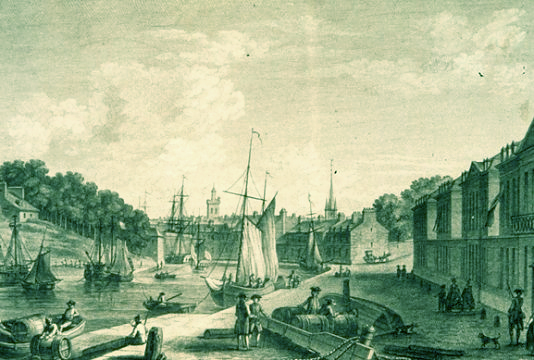
Le port de Morlaix

Au Moyen Âge, le port de Morlaix, situé à l'entrée de la  Manche et installé au creux d'une baie bien protégée, devient naturellement la plaque tournante du commerce de la Basse Bretagne. 
À la fin de la Guerre de Cent Ans, le marché anglais s'ouvre à nouveau au commerce breton. Les échanges entre les deux rives de la  Manche connaissent une impulsion considérable. Le marché anglais absorbe une très grande partie de la production des toiles fines de lin (appelées "crées") fabriquées dans la région ; il exporte, via le port de Morlaix, des draps du Devon. 
Les quais de Morlaix voient aussi transiter d'autres marchandises : les graines de lin des pays du Nord, des vins en provenance de Bordeaux, des fruits, des légumes, de l'huile et du fer venant d'Espagne ou du Portugal, du plomb, de l'étain et du charbon de terre partis de Grande-Bretagne. Les bateaux qui quittent le port emportent de volumineuses cargaisons de toiles, mais aussi le produit des nombreuses papeteries locales, des peaux et cuirs, travaillés dans les tanneries de Morlaix et du Léon, et des chevaux, issus des haras du Léon et du Tréguier, fournisseurs réguliers de l'armée française. Le miel, le beurre, le lard et le blé, également produits dans la région, sont aussi commercialisés par les négociants locaux. 
Cette situation économique très favorable s'effondre au XVIIIe siècle : les mesures protectionnistes prises par Colbert en France et par le Parlement anglais ferment quasiment le marché anglais aux fabricants de toile de la Bretagne.

## Économie

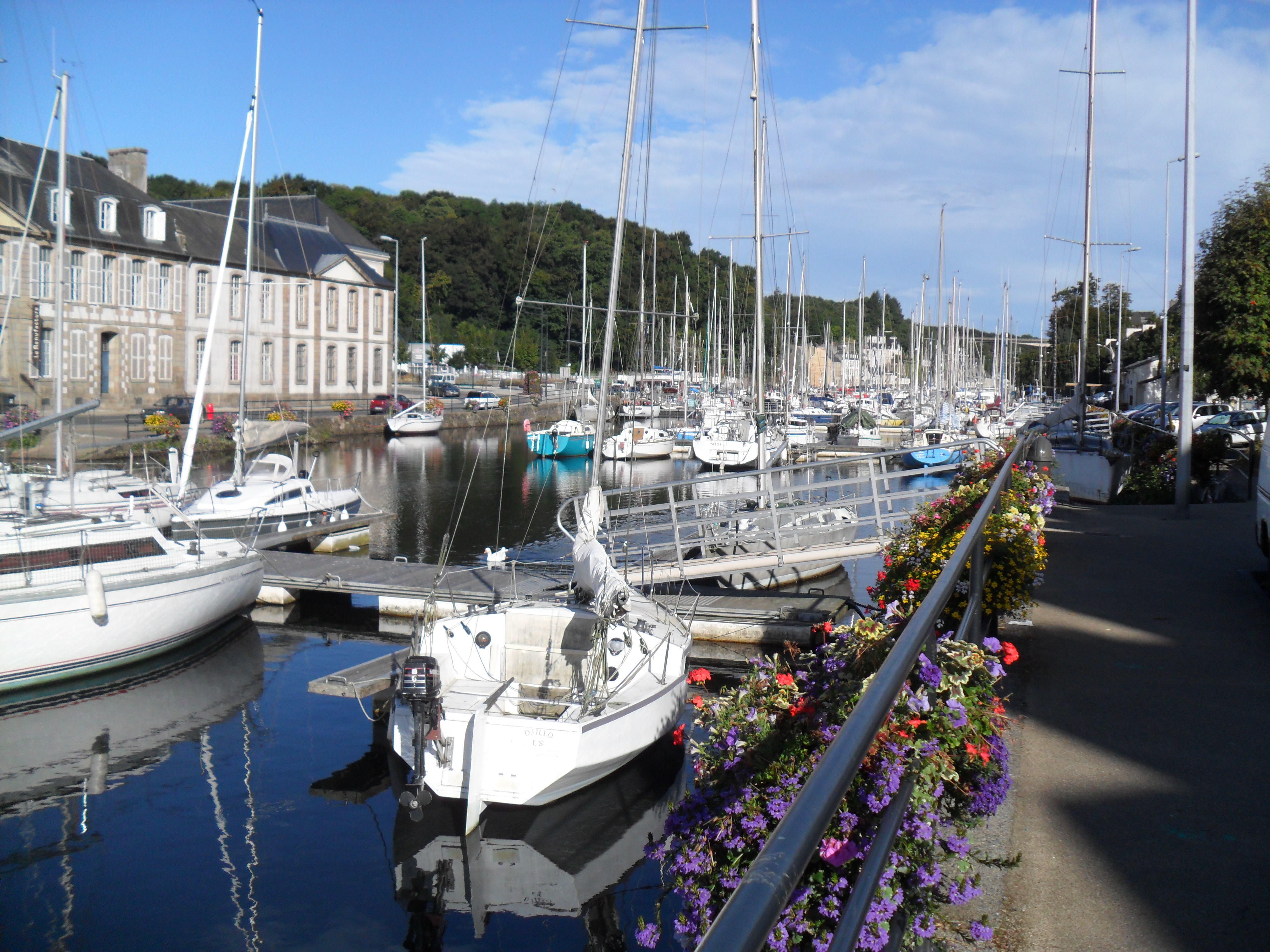

Depuis la fin du XXe siècle, le port de Morlaix n'accueille plus aucune activité de cabotage, le  port en eau profonde de Roscoff s'étant notablement développé dans ce secteur. Mais depuis 1979, la Chambre de commerce et d'industrie de Morlaix y a développé un port de plaisance de plus de 200 places. 
Initialement, le port de Morlaix est principalement dédié à des activités d'hivernage : c'est un abri sûr pour échapper aux rigueur des tempêtes hivernales et préparer son bateau à naviguer durant la belle saison. Le port s'est ensuite modernisé et doté d'équipements de confort qui en font une escale agréable pour de nombreux plaisanciers de l'Europe du nord ouest, au cœur d'une ville touristique, de ses commerces et ses restaurants.